# Jorge Bolena
George Boleyn (castellanizado como Jorge Bolena o George Bolena), vizconde de Rochford, (c. 1504 – 17 de mayo de 1536), fue un noble inglés del siglo XVI. Hijo de Tomás Bolena y de Elizabeth Howard, hermano de María y Ana Bolena. Involucrado en el juicio a su hermana Ana, fue arrestado en mayo de 1536 y acusado de haber cometido incesto con ella.

## Biografía
George era hijo de Tomás Bolena, más tarde Conde de Wiltshire y Conde de Ormond, y su esposa, Elizabeth Howard, hija de Thomas Howard, entonces conde de Surrey y futuro II duque de Norfolk, y su primera esposa Elizabeth Tilney, por lo tanto George era sobrino del futuro III duque de Norfolk y primo hermano del poeta y soldado Henry Howard, conde de Surrey. George y sus hermanas probablemente nacieron en Norfolk , en la casa de su familia en Blickling Hall. Sin embargo, pasaron la mayor parte de su infancia en otra de las casas de la familia, el Castillo de Hever en Kent, que se convirtió en su residencia principal en 1505 cuando Thomas heredó la propiedad de su padre, Sir William Bolena.
Si bien su familia tenía cierta influencia en la corte inglesa de los Tudor, ya que los Howard eran una prominente familia noble y su tío era el duque de Norfolk, ésta se acentuó debido al ascenso de su hermana María a la categoría de amante de Enrique VIII de Inglaterra y, más adelante en 1533 cuando su otra hermana, Ana, se casó con el rey, tras su cuestionado divorcio de Catalina de Aragón. 
Se sabe que alrededor de 1536, había sido nombrado miembro de la cámara real (Privy chamber), mientras que su padre Tomás se desempeñaba como canciller del sello, (Lord Privy Seal o Lord Keeper of the Privy Seal), ambos cargos (Privy) son muy importantes en la corte inglesa debido a su cercanía con el rey.
Más adelante, cuando Enrique VIII decidió desembarazarse de su segunda consorte debido, probablemente, a que ésta no le había dado un hijo varón, la acusó de haber cometido adulterio e incesto, por lo cual fue condenada a morir decapitada.
George tomó partido por su hermana y fue acusado, a su vez, de cometer incesto con ella. Al igual que Ana Bolena, fue encarcelado en la Torre de Londres y decapitado, junto con otros acusados de diversos crímenes.
Los partidarios de la reina Ana Bolena sostenían que todos los cargos fueron fraguados para favorecer a Enrique VIII, que buscaba desembarazarse de su esposa a fin de contraer nupcias con Jane Seymour y lograr un heredero varón para la corona.
De acuerdo a la biografía novelada Ana Bolena, escrita por Evelyn Anthony (1958), George siempre había mantenido una afectuosa y estrecha relación con su hermana y fue su apoyo moral durante la crisis que precedió a su caída, a pesar de saber que de este modo se autocondenaba. En esa misma obra, como en muchas otras, se afirma que su esposa Jane Parker (también conocida como Jane Rochford), celosa durante años del vínculo entre su marido, con quien sostenía una tensa relación, y su cuñada, fue una de las acusadoras, presentándose como testigo del incesto. Sin embargo, no existen pruebas documentadas de esta última afirmación.
- Datos: Q347133